# Трансуранові елементи
Трансуранові елементи — радіоактивні хімічні елементи, розташовані в періодичній системі елементів за ураном, тобто з атомним номером вище 92. Одинадцять відомих трансуранових елементів (93—103) належать до числа актиноїдів. Трансуранові елементи з атомним номером більше ніж 103 називають трансактиноїдами.
Всі відомі ізотопи трансуранових елементів мають період напіврозпаду значно менший, ніж вік Землі. Тому трансуранові елементи практично відсутні в природі та отримуються штучно за допомогою різних ядерних реакцій. Перший з трансуранових елементів, нептуній Np (порядковий номер 93), був отриманий в 1940 р. бомбардуванням урану нейтронами. За ним відбулося відкриття плутонію (Pu, 94), америцію (Am, 95), кюрію (Cm, 96), берклію (Bk, 97), каліфорнію (Cf, 98), Ейнштейнію (Es, 99), фермію (Fm, 100), Менделевію (Md, 101), Нобелію (No, 102) і Лоуренсію (Lr, 103). Отримано трансактиноїди з порядковими номерами до 126: Ніхоній (Nh, 113), Флеровій (Fl, 114), Московій (Mc, 115), Ліверморій (Lv, 116), Теннессин (Ts, 117), Оґанесон (Og, 118).
Хімічні властивості легких трансуранових актиноїдів, одержуваних у вагомих кількостях, вивчені більш-менш повно; важкі актиноїди (Md, No, Lr) і трансактиноїди вивчені слабко у зв'язку з труднощами отримання і короткими часом життя. Кристалографічні дослідження, вивчення спектрів поглинання розчинів солей, магнітних властивостей іонів та інших властивостей показали, що елементи до порядкового номера 93—103 — аналоги лантаноїдів.
З усіх трансуранових елементів найбільше застосування знайшов ізотоп 239Pu як ядерне паливо.